# Raissa Andrejewna Obodowskaja
Raissa Andrejewna Obodowskaja, auch Rais(s)a Obodovskaya, (russisch Раиса Андреевна Ободовская, ukrainisch Раїса Андріївна Ободовська Rajissa Andrijiwna Obodowska; * 6. August 1948 in Merefa, Oblast Charkiw, Ukrainische SSR, Sowjetunion; † 30. Juli 2012 in Charkiw, Ukraine) war eine sowjetische Radrennfahrerin und zweifache Bahnrad-Weltmeisterin.

## Leben
Raissa absolvierte das Gymnasium in Merefa und studierte anschließend am Charkower Radio-Technischen Kolleg (ukrainisch Харківський радіотехнічний технікум). Während ihres Studiums begann sie beim Sportverein Awanhard (ukrainisch Авангард) in Charkow zu trainieren.

### Sportliche Karriere
Bei den Bahnrad-Weltmeisterschaften 1967 in Amsterdam errang sie in der Einerverfolgung den zweiten Platz hinter ihrer Landsmännin Tamara Garkuchina. Die UCI-Bahn-Weltmeisterschaften 1968 in Rom und 1969 in Brünn beendete sie als Weltmeisterin in der Einerverfolgung. Bei den Bahn-Weltmeisterschaften 1970 in Leicester wurde sie abermals Zweite hinter Tamara Garkuchina in der Einerverfolgung. Sowohl bei den UCI-Straßen-Weltmeisterschaften 1970 in Leicester als auch bei der Straßen-Weltmeisterschaften 1972 in Gap wurde sie im Straßeneinzelrennen Dritte.
Außerdem wurde sie beim Straßen- und Streckenradsport mehrfache Meisterin der Ukraine und der UdSSR und stellte zwei Weltrekorde auf: Den ersten Weltrekorde stellte sie 1967 während des Wettkampfs um den Pokal der UdSSR in Jerewan in einer Einzelrennen-Verfolgung über 5 km auf und den zweiten Weltrekord stellte sie 1969 in einem Einzelrennen über 3 km bei den Weltmeisterschaften im tschechoslowakischen Brünn auf.

### Außerhalb des aktiven Sports
Im November 1969 heiratete Raissa Obodowskaja und wurde Mutter zweier Töchter.
Nach Beendigung ihrer sportlichen Karriere 1984 studierte sie am staatlichen Institut für Leibeserziehung in Charkiw, das sie 1991 absolvierte.
Nach ihrem Studium war sie als Sportlehrer und Senior-Trainer des staatlichen Sportzentrums Awanhard für Radsport tätig. Schließlich wurde sie Direktorin einer Sportschule in Charkiw.  Sie wurde mit dem sowjetischen Ehrentitel Verdienter Meister des Sports ausgezeichnet und am 15. Juli 2008 wurde sie Ehrenbürger der Region Charkiw. Obodowskaja starb 63-jährig in Charkiw.

## Erfolge

### Weltmeisterschaften

#### Bahn
1967
- Weltmeisterschaft – Einerverfolgung

1968
- Weltmeisterin – Einerverfolgung

1969
- Weltmeisterin – Einerverfolgung

1970
- Weltmeisterschaft – Einerverfolgung

#### Straße
1970
- Weltmeisterschaft – Straßenrennen

1972
- Weltmeisterschaft – Straßenrennen

### Nationale Meisterschaften
1969
- Sowjetischer Meister – Mannschaftsverfolgung

1970
- Sowjetischer Meister – Einerverfolgung

1981
- Sowjetischer Meister – Sprint
- Sowjetischer Meister – Punkterennen[3]